# Kurt Flemig
Kurt Flemig (* 15. Mai 1909 in Leipzig; † 2. März 1995 in Berlin) war ein deutscher Pressezeichner, Karikaturist, Werbegrafiker, Comiczeichner, Illustrator und Journalist.
Er beschäftigte sich beruflich vorwiegend mit der Geschichte der Karikatur und ist als Autor des Karikaturistenlexikons bekannt.

## Ausbildung und Studium
Flemig absolvierte von 1926 bis 1927 einen Fernkurs in den Fächern Zeichen, Malen und Graphik, den er mit einem Diplom abschloss. Anschließend war er bis 1929 ein Schüler von Erich Wilke (1879–1936; u. a. Zeichner für die Zeitschrift Jugend), bei dem er das Karikaturenzeichnen erlernte. 1934 besuchte er die Kunstschule Krefeld (Thema „Flächen“) bei Johannes Itten. 1938/39 belegte er das Publizistische Seminar bei Emil Dovifat in Berlin. 1939/40 studierte er Regie und Zeichentrickfilm-Animation an der Deutschen Filmakademie Babelsberg. Schließlich besuchte er von 1952 die 1954 Meisterschule für Graphik, Druck und Werbung in Ost-Berlin, wo er mit einem Examen zum Thema „Die Karikatur in der Werbung“ abschloss.

## Arbeitsgebiete
Seit 1927 wurden 80.000 humoristische Karikaturen bei zirka 500 Zeitungen und Zeitschriften in der deutschen und ausländischen Presse und im Ausland (Österreich, Schweiz, Niederlande Belgien, Frankreich, Italien England Finnland, USA, Mexiko) veröffentlicht. Unter anderem erschienen Zeichnungen von Kurt Flemig in den Fliegenden Blättern in den Jahren 1938–1944, bei ZB – Zeit im Bild, im Nebelspalter (Zürich). Ebenso in der Sammlung „Best Cartoons from abroad - a collection of the best cartoons from outstanding publications all over the world“ (Autoren: Lawrence Lariar, Ben Roth, Verlag Crown Publishers, New York, 1955).
Kurt Flemig gestaltete daneben auch Werbekarikaturen, Glückwunsch- und Postkarten.
Der, von Kurt Flemig gestaltete Familien-Comic-Strip Familie Fröhlich wurde über mehrere Jahre fortgeführt, über 10 Jahre wurde der Comic-Strip Köpfchen in der Drogisten-Werbezeitschrift veröffentlicht.
Weiterhin entstanden die Karikaturenfolgen Verquerszeichen und Menschlicher Zoo.
Bei zirka 40 Büchern leistete Kurt Flemig illustrative Mitarbeit (u. a. Der Spassvogel; Berlin; Curtius, 1940) sowie Beiträge (Kulturelles Feuilleton-Journalist seit 1934).

## Ausstellungen
Werke von Kurt Flemig wurden unter anderem bei Ausstellungen in Berlin (1975, 1977, 1979, 1980), Straßburg (Feminisme et antifeminisme, 1975), Tolentino (1981) und New York (Best cartoons of the world, 1955) gezeigt.

## Sonstiges
Der Nachlass von Kurt Flemig befindet sich im Deutschen Kunstarchiv des Germanischen Nationalmuseums Nürnberg.

## Veröffentlichungen
- Heitere 5-Tage-Woche, Verlag Scharl, 1962.
- Heiter durch das Jahr, Verlag Scharl, 1970.
- Karikaturistenlexikon. Verlag Walter de Gruyter, (1993), ISBN 978-3-598-10932-4.

Neben den beruflichen Werken entstanden auch Gouachen, Aquarelle und Federzeichnungen, welche z. T. von Flemig als Geschenke im Familien- und Freundeskreis vergeben wurden.

## Auszeichnungen
- 1953: Union-Verlag, Dortmund: „tick+tack“ (Werbefiguren) 2. Preis
- 1964: „Hygiene ist alles“ – Verlag Zeitung für kommunale Wirtschaft", München 2. Preis